# 深川警察署 (東京都)
深川警察署（ふかがわけいさつしょ）は、警視庁が管轄する警察署の一つである。第七方面本部所属。同署には遊撃特別警ら隊本部が設置されている。
江東区の西部を管轄している。
署員数およそ310名、識別章所属表示はTA。

## 所在地
- 東京都江東区木場三丁目18番6号
  - 最寄駅：東京地下鉄東西線木場駅

## 施設
- 代用監獄（留置場）

## 管轄区域
江東区のうち、以下の町丁を管轄。特記のないものはその町丁の全域を管轄。
- 佐賀一・二丁目
- 福住一・二丁目
- 永代一・二丁目
- 門前仲町一・二丁目
- 深川一・二丁目
- 冬木
- 富岡一・二丁目
- 牡丹一・二・三丁目
- 古石場一・二・三丁目
- 越中島一・二・三丁目
- 豊洲一・二・三・四・五・六丁目
- 塩浜一・二丁目
- 枝川一・二・三丁目
- 潮見一・二丁目
- 木場一・二・三・四・五・六丁目
- 東陽一・二・三・四・五・六・七丁目
- 南砂二丁目の一部（1番の一部、5から7番）（それ以外の南砂は城東警察署の管轄）
- 新砂一丁目の一部（1番）（それ以外の新砂は城東警察署の管轄）
- 平野一・二・三・四丁目
- 清澄一・二・三丁目
- 三好一・二・三・四丁目
- 白河一・二・三・四丁目
- 千石一・二・三丁目
- 石島
- 千田
- 海辺
- 扇橋一・二・三丁目
- 常盤一・二丁目
- 新大橋一・二・三丁目
- 森下一・二・三・四・五丁目
- 高橋
- 猿江一・二丁目
- 住吉一・二丁目
- 毛利一・二丁目

## 沿革
- 1875年（明治8年）12月2日：第六方面第一署開設。
- 1881年（明治14年）1月14日：富岡門前警察署に改称。
- 1893年（明治26年）4月1日：深川警察署に改称。
- 1910年（明治43年）12月27日：西平野警察署に改称。
- 1932年（昭和7年）8月9日：深川平野警察署に改称。
- 1945年（昭和20年）5月17日：平野警察署、洲崎警察署および扇橋警察署を統合し、深川警察署に改称。
- 1983年（昭和58年）5月4日：現庁舎完成
- 2008年（平成20年）3月31日：管轄地域の一部を、新設の東京湾岸警察署に変更。

## 組織
- 警務課
- 会計課
- 交通課
- 警備課
- 地域課
- 刑事組織犯罪対策課
- 生活安全課

## 交番
- 森下交番（江東区森下三丁目5番17号）
- 住吉交番（江東区住吉二丁目24番6号）
- 東陽交番（江東区東陽三丁目22番3号）
- 門前仲町交番（江東区門前仲町一丁目7番9号）
- 千田交番（江東区千田5番7号）
- 豊洲交番（江東区豊洲二丁目2番12号）
- 現代美術館前交番（江東区三好三丁目4番9号）
- 枝川交番（江東区枝川一丁目7番1号）
- 清澄庭園前交番（江東区清澄三丁目3番32号）

### 廃止された交番
- 永代橋交番（江東区佐賀1丁目1番19号）※2007年（平成19年）3月で森下交番に統合され廃止。現在は永代橋地域安全センターとなっている。
- 浜園橋交番（江東区塩浜1丁目3番23号）※2007年（平成19年）3月で門前仲町交番に統合され廃止。現在は浜園橋地域安全センターとなっている。

## 主な未解決事件
- 辰巳二丁目都立公園内殺人事件[1]